# Paycheck
Paycheck (no Brasil, O Pagamento; em Portugal, Pago Para Esquecer) é um filme estadunidense de 2003, uma ficção científica dirigida por John Woo, com roteiro baseado no romance homônimo de Philip K. Dick.

## Sinopse
Michael Jennings é um especialista em engenharia reversa que rotineiramente tem sua memória apagada após terminar o trabalho em projetos de alta tecnologia ultra-secretos. Ele tem como parceiro Shorty. Jennings concorda em entrar para um projeto de seu amigo James Rethrick, que trabalha para uma grande corporação. Jennings terá que construir algo no prazo de três anos para seus empregadores, pelo que será regiamente pago. Ao término do contrato, Jennings tem a memória apagada. Mas, ao receber seu cheque, ele se surpreende quando lhe mostram sua assinatura aceitando trocar o dinheiro por um envelope com alguns poucos objetos pessoais, que ele simplesmente não reconhece. Logo que sai da companhia, Jennings é preso por agentes do FBI sob acusação de "traição". À medida que tais eventos perigosos vão se sucedendo, Jennings percebe que para cada um deles, um dos seus "objetos pessoais" se mostrará útil. Então ele conclui que, de alguma forma, antes de sua memória ter sido apagada, vislumbrara o futuro. E que tem uma missão a cumprir. Os objetos são:
1. um maço de cigarros
2. um par de óculos escuros
3. um passe de ônibus
4. um anel de diamantes
5. um papel de biscoito chinês
6. a chave de um depósito
7. um spray de cabelo
8. um isqueiro
9. um clipe de papel
10. uma caixa de fósforo de um café
11. a chave com alarme de uma BMW
12. uma lupa
13. um selo de carta (colado no envelope junto aos outros selos)
14. um pequena caixa com pequenas esferas de engrenagem
15. um crachá da companhia
16. uma chave de roda
17. uma moeda de dólar
18. um papel com palavras-cruzadas
19. uma bala calibre .45
20. um relógio

## Elenco
- Ben Affleck - Michael Jennings
- Aaron Eckhart - James Rethrick
- Colm Feore - John Wolfe
- Uma Thurman - Dr. Rachel Porter
- Paul Giamatti - Shorty
- Joe Morton - Agente Dodge
- Michael C. Hall - Agente Klein
- Peter Friedman - Brown
- Christopher Kennedy - Dr. Stevens
- Ivana Milicevic - Maya
- Kathryn Morris - Rita Dunne
- Krista Allen - Mulher Holográfica